# Vlastní krví
Vlastní krví je název knihy z prostředí Star Treku, jejímž autorem je americký spisovatel K. W. Jeter. Před vlastním textem je poznámka, která příběh zařazuje před TV epizodu z první řady seriálu Star Trek: Stanice Deep Space Nine „Bojová linie“. Kniha je samostatným románem. V originálu se jmenovala Bloodletter s hlavním nadpisem celé série Star Trek: Deep Space Nine a v USA byla poprvé vydána roku 1993. 

## Obsah
Poblíž planety Bajor postavila civilizace Cardassianů velkou vesmírnou stanici, kterou převzala Hvězdná federace vedená Zemí a přejmenovala ji na Deep Space Nine. Jejím velitelem je jmenován Benjamin Sisko ze Země. Na stanici je pestrá směsice národností , setkáváme se např. s Bajorany, měňavcem, zde konstáblem Odem, jsou zde i ziskuchtiví Ferengové a také dvě hlavní postavy příběhu – velitelka bezpečnosti major Kira původem z Bajoru a doktor (zde se prezentoval i jako zručný technik) Beshir ze Země. Právě tito dva byli Siskem vysláni do nedaleké Černé díry, aby na výstupním konci zbudovali vlastní stanici ještě před soupeřící rasou Cardassianů. Celý příběh je zkomplikován spiklenci z Bajoru, vedenými fanatickým Hörenem. Na budované stanici se právě on rozhodne majora Kiru zabít, protože její spolupráci se zástupci Země považuje za nepřípustnou. Do děje vstupují i obyvatelé Černé díry, okrajově lidé z vedení Deep Space Nine, velitel Cardassianů, či duchovní vůdkyně z Bajoru Kai Opaka. Hlavní část děje vrcholí ve vítězném souboji Kiry s Hörenem.

## České vydání
Do češtiny knihu přeložil Radim Rouče v roce 2008 a v témže roce ji vydalo nakladatelství Laser-books s.r.o. z Plzně jako svazek 344 (ve své SF edici č. 194). Brožovaná publikace měla 240 stran, barevnou obálku s portréty Kiry a Bashira, titulem knihy a jménem autora.. 